# Willem Hendrik Warnsinck
Pour les articles homonymes, voir Warnsinck.
Willem Hendrik Warnsinck, né le 4 octobre 1782 à Amsterdam et mort le 19 octobre 1857 dans la même ville, est un poète et écrivain néerlandais.

## Biographie
Willem Hendrik Warnsinck naît le 4 octobre 1782 à Amsterdam.
Il est membre de la Maatschappij tot Nut van 't Algemeen et cofondateur de l' Evangelische Maatschappij Liefde en Vrijheid (qui peut se traduire par Société évangélique Amour et liberté).
Dans sa maison de campagne de Willemsoord sous Overveen, il rencontre Alexander Gogel et y fait la connaissance de Hendrik Tollens, avec qui il est très proche.

## Œuvres
- Opwekking aan mijne landgenooten, dichtstuk, Amsterdam 1815;
- Het vaderland, het waardigste voorwerp der schilderkunst, dichtstuk, Amsterdam 1818;
- De ontkoming van Hugo de Groot uit Loevestein, tnsp., Amst. 1821;
- Proeve van gewijde poezij, Amsterdam 1821; Pieter Dirkszoon Hasselaar in 1573, tnsp., Amsterdam 1821;
- Nathan van Geneve, tnsp., Amsterdam 1824;
- De weduwe van Albrecht Beijling, of de verjaardag van de teregtstelling van haren echtgenoot, dram. tafereel, 1827;
- De Toekomst, in drie zangen, Leeuw. 1827;
- Gedichten, Amst. 1828; Bardenzang, Amsterdam 1831;
- Slag op de Zuiderzee in 1573 of de twee stuurlieden, Geschiedk. vaderl. tnsp., Amst. 1831;
- Aan J.C. Koopman, kap. ter zee, enz. Amsterdam 1833;
- Scipio en de Spaansche Bruid, trsp., Amsterdam 1833;
- Vertellingen, romancen en andere stukken (naar het Hoogd.), Amsterdam 1835;
- De dood van Willem I, trsp., Amst. 1836; Alanghoe, tnsp., Amsterdam 1838;
- Adam Scheffer, of de bevrijding van het Inn-dal, Amst. 1843; Lorenzo en Blanca. Romantisch gedicht in drie zangen, Amsterdam 1839;
- De vraag: Behoort het stelsel van afzondering ook op vrouwelijke veroordeelden te worden toegepast? toestemmend beantwoord,Amsterdam 1847;
- Feestzang bij de opening van de tiende algemeene vergadering van het Nederlandsch Onderwijzers-Genootschap, Tiel 1854;
- Uit den vreemde. Poëzij, 2e druk, Amsterdam 1857.
- Met Petronella Moens gaf hij uit: Waarheid en Verdichting, 2 stukjes, Amst. 1828, met J. Decker Zimmerman: Petronella Moens, Amsterdam 1843
- Met M.W. Luteer: Het 50jarig bestaan van het Amsterd. genootschap: Ter bevordering der koepokinenting voor minvermogenden herdacht op 1 Nov. 1853, Amsterdam 1853.
- Verder bijdragen in jaarboekjes en tijdschriften en een gedicht op het 200jarig bestaan der Utrechtsche Hoogeschool (met goud bekroond).